# Wołuszewo
Wołuszewo – wieś w Polsce położona w województwie kujawsko-pomorskim, w powiecie aleksandrowskim, w gminie Aleksandrów Kujawski.
W latach 1975–1998 miejscowość administracyjnie należała do województwa włocławskiego.
Wieś sołecka – zobacz jednostki pomocnicze gminy Aleksandrów Kujawski w BIP.

## Położenie
Graniczy z Ciechocinkiem, Słońskiem Dolnym, Otłoczynem, wieś położona pomiędzy przebiegiem drogi A1 i korytem Wisły oddalonej ok. 1 km.

## Historia
Wieś znana w XVI wieku 
W r. 1583 wieś Wołuszewo położona w parafii Słońsko, posiadała według Pawińskiego (Pawiński, Kod. Wielkop., I, 250) części: Sobiesierskiego Piotra 1/2 łana kmiecego i Wojciecha Sobiesierskiego alias Borzewickiego 1/2 łana kmiecego.
Wołuszewo, w wieku XIX opisano jako wieś w ówczesnym powiecie nieszawskim, gminie i parafii Raciążek, posiadała 437 mieszkańców, 1089 mórg ziemi a także znaczne pokłady torfu. Część gruntów wsi zajęta została na zwiększenie obszaru zakładu kąpielowego w Ciechocinku. 
W r. 1827 Wołuszewo, występuje w opisach jako wieś prywatna, w parafii Słońsk, było wówczas 38 domów, 340 mieszkańców.
1 lipca 1924 część Wołuszewa włączono do miasta Ciechocinka. 